# MCM Worldwide
MCM Worldwide是一家總部位於德國的皮革奢侈品公司，成立于1976年，MCM是 Michael Cromer Munich的首字母缩写。MCM通过加盟店和直营店销售其产品。2005年，MCM被韩国金聖珠的Sungjoo集团收购。